# Château-Gontier
Château-Gontier är en kommun i departementet Mayenne i regionen Pays de la Loire i nordvästra Frankrike. Kommunen är chef-lieu över 2 kantoner som tillhör arrondissementet Château-Gontier. År 2018 hade Château-Gontier 11 805 invånare.

## Befolkningsutveckling
Antalet invånare i kommunen Château-Gontier
| Referens: INSEE |